# Mateo 24

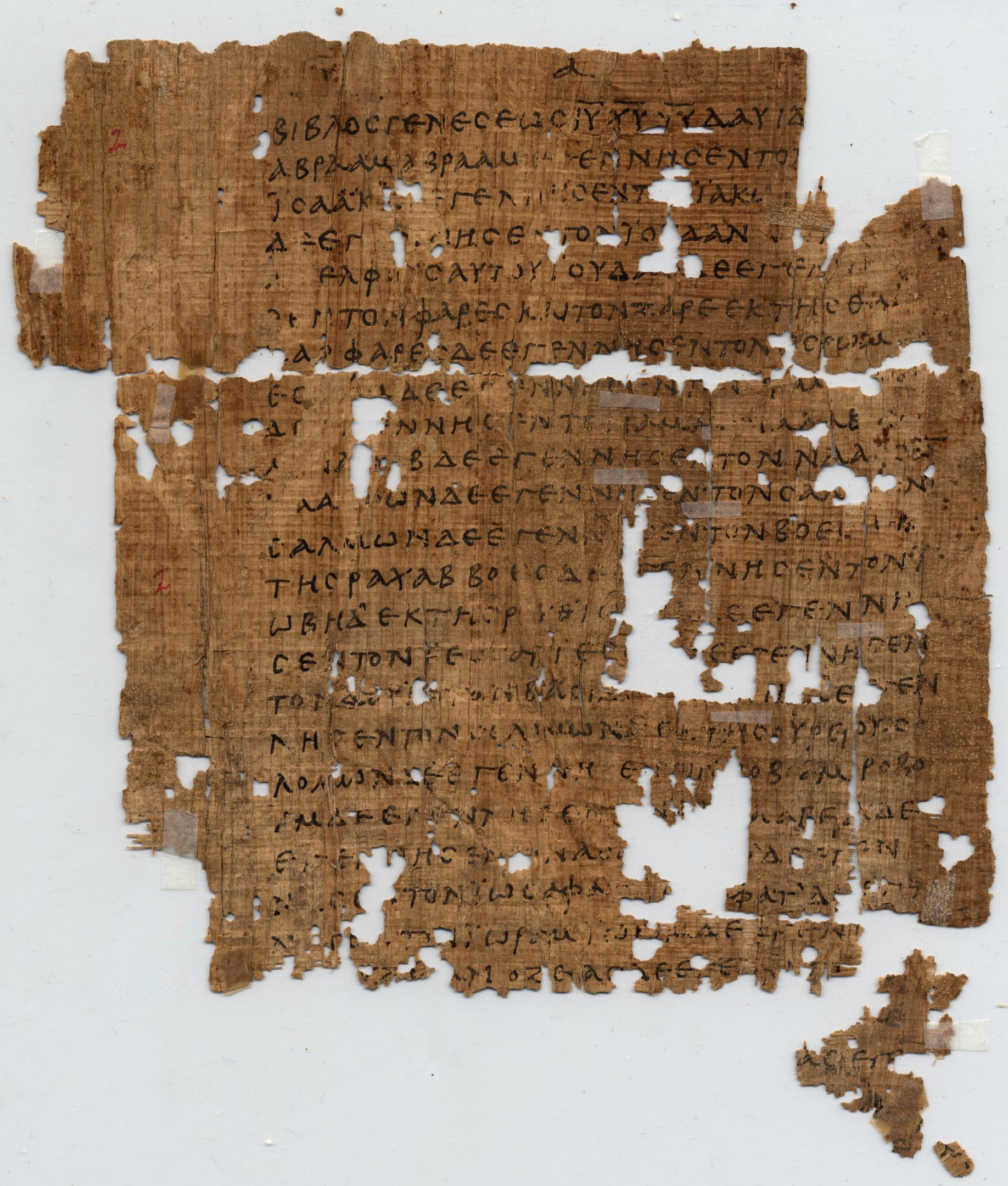
Mateo 1:1-9,12 en el lado recto del Papiro 1, escrito hacia el año 250 d.C.

Mateo 24 es el vigésimo cuarto capítulo del Evangelio de Mateo del Nuevo Testamento de la Biblia cristiana. Comienza el Discurso del monte de los Olivos o "Pequeño Apocalipsis" pronunciado por Jesucristo, también descrito como Discurso escatológico, que continúa en Mateo 25. Contiene la predicción de Jesús sobre la destrucción del Templo de Jerusalén. Marcos 13 y Lucas 21 también cubren el mismo material.

## Texto
El texto original fue escrito en griego koiné. Este capítulo está dividido en 51 versículos.
La narración puede dividirse en las siguientes subsecciones:
- Comienzo de las tribulaciones. Persecuciones por causa del Evangelio (Mc 13,3-13 Lc 21,7-19)
- La venida del Hijo del Hombre (Mc 13,24-27 Lc 21,25-28)
- Certeza del fin: la lección de la higuera
- Parábola del siervo fiel (Lc 12,35-48 21,34-36)
- Parábola de las diez vírgenes

### Testigos textuales
Algunos manuscritos tempranos que contienen el texto de este capítulo son:
- Codex Vaticanus (325-350 d. C.)
- Codex Sinaiticus (330-360)
- Codex Bezae (c. 400)
- Codex Washingtonianus (c. 400)
- Codex Alexandrinus (c. 400-440)
- Codex Ephraemi Rescriptus (c. 450)
- Codex Purpureus Rossanensis (siglo VI)
- Codex Sinopensis (siglo VI; existente: versículos 3-12)
- Papyrus 83 (siglo VI; existente: versículos 1, 6)